# Хуан Рамон Хименез
Хуан Рамон Хименес (Хименес) Мантекон (шп. Juan Ramón Jiménez Mantecón; Могер, Шпанија, 23. децембар 1881 — Сан Хуан, Порторико, 29. мај 1958) био је шпански песник. Добитник је Нобелове награде за књижевност 1956. Почео је да се бави писањем са петнаест година, а прву књигу поезије објавио је са деветнаест.
Симболизам, романтизам, метафизика и чистота су неке од најзначајнијих карактеристика поезије Хуана Рамона Хименеза.

## Биографија
Родио се 23. децембра 1881. у Могеру у Шпанији. Образовао се на Језуитској академији близу Кадиза. Студирао је право на Универзитету у Севиљи, али га је 1899. напустио да би се посветио књижевности. Био је један од песника Генерације '98. Сматран је представником романтизма али се његов рад временом удаљавао од романтизма. Заступао је тзв. чисту поезију.
У Мадрид се доселио 1900. и ту упознаје Рубена Дарија, угледног песника шпанског модернизма, чија је поезија имала велик утицај на младог Хименеза. Исте године Хименез објављује своја прва дела, песме Ninfeas и Almas de Violeta.
Године 1901, после очеве смрти, доспео је у психијатријску болницу Castell d'Andorte de Le Bouscat у Француској . Ту се заинтересовао за поезију француских симболиста која је у њему изазивала меланхолична осећања. У септембру 1901. вратио се у Мадрид, где је смештен у болницу Розарио у којој проводи две године. За време боравка у болници организовао је окупљања којима су присуствовали Мачадо, Ваље-Инклан, Бенавенте и други.
Нова криза га „хвата“ 1905. године и одводи га у Могер, његово родно место. На овом путу настаје песма El viaje definitivо, коју је написао под утицајем симболизма. У овој песми он се приближава теми смрти, као чињеници од значаја за свет у целини. Желео је да истакне чињеницу да много људи умире сваки дан, али свет наставља да постоји, да се окреће. Смрт је наставак живота у целини, нешто неизбежно, нешто што је саставни део живота. Песник наглашава и да се сваке године роди много људи. На тај начин они замењују све оне умрле, чиме се одржава равнотежа и омогућава постојање живота уопште.
Исте године настаје и песма "Platero y yo", објављена тек 1914. и преведена на многе светске језике. Једино је Сервантесов Дон Кихот преведен на више језика. У наредним годинама Хименезова депресија је све дубља, првенствено због погоршане економске ситуације његове породице.
Најзначајније Хиненезове збирке поезије су Poesías escogidas (1917), Segunda antología poética (1922), Canción (1936) и Tercera antología (1957).
Утицај модернизма се може доживети кроз његова прва дела, али његова поезија ускоро добија своја обележја, као и Бекерова, постаје неописива, са изразитим осећајем духовности, као и суптилним лирским стањем уз одговарајући музички језик. Међутим уметност Хуана Рамона не може се сврстати ни у један правац, иако симболизам, претпоставља се званично, утиче на његову уметност до самог краја. Током година његов стил се искристалисао, увек у потрази за апсолутном лепотом поезије и духа који покушава да се уједини са оним својим најбитнијим лирским ентеријером, у исто време трудећи се да буде метафизички и апстрактно настројен, као што се може видети у Baladas de Primavera (1910) o La soledad sonora (1911).
Хуан Рамон одлази у Америку 1916. године, да би се оженио Сенобијом. Овај догађај ће бити пресудан за његов даљи живот и рад. Дело Diario de un poeta recién casado (1917), писано током његовог путовања у САД, где се упознао и оженио Сенобијом, представља једно од значајних дела шпанске поезије. Садржи ритмове инспирисане „пулсирањем“ мора, слободан стих, прозу, као и духовите и ироничне сугестије. Ова књига представља химну жени, причу о морском свету и САД. Као што је и обећао, написао је својој вољеној најлепшу књигу песама икада написану. Још једном је изнео своју поезију као чисту, са веома интелектуалном лириком. Читаоци је често нису разумели.
Дело Eternidades (1918) било је једно од најутицајнијих у шпанској поезији прошлог века. Међутим, нови трендови долазе у Шпанију у касним деведесетим годинама, посебно надреализам. Следеће године објављено је дело Piedra y cielo (1919).
 је дело које представља врхунац његове поезије, написано између 1923. и 1936. године, иако се није објавило до 1946. године.
Поистовећивање песника са лепотом, са пуноћом онога што је реално, са светом, је скоро апсолутна. Реч комбинује апстракцију и реалност. Песник у својој потпуности је, за Хуана, онај који постиже општење са универзумом, онај суздржани, без сумње, његов сопствени глас.
Писма у прози, од којих ће касније настати опсежна колекција Españoles de tres mundos (1942), почеле да се појављују у новинама и магазинима у годинама непосредно пре његовог изгнанства.
У Америци је написао Romances de Coral Gables (1948) и Animal de fondo (1949 ). У делу Animal de fondo симболизам је изражен блиским језиком иманентне религиозности и пантеистички.
Године 1936, по избијању Шпанског грађанског рата био је приморан да напусти Шпанију. Куба и Порторико су биле земље његовог боравка. Са Сенобијом је 1950. отишао у Порторико, и то је постао њихов нови дом. Годину дана касније Сенобија је морала на операцију, јер је оболела од рака. Њено стање се погоршало 1954. године. Хуану је 25. октобра 1956. године додељена Нобелова награда за књижевност, а само три дана касније умире његова супруга у болници. Од тог тренутка Хуан се повлачи у себе, не излази из куће, и проводи време у потпуној тами. 
После 2 године, на истој клиници умире и он, 29. маја 1958. Хуанов нећак је оба тела пренео у Шпанију, јер је то била једна од њихових последњих жеља. Обоје су сахрањени у његовом родном граду Могуеру.

## Периоди стваралаштва
Критика дели његово стваралаштво на три периода.

### Осетљив период (1898—1915)
Хименесови рани радови, Ninfeas и Almas de violetas, су у модернистичком духу његових нових, утицајних пријатеља из Мадрида, као што су Рубен Дарио и Виљаеспеса.
За време боравка у једној француској болници попримио је стил Виктора Игоа, који се може приметити у књизи Arias Tristes, у којој се манифестује и Хуанова интимна осетљивост. Друго битно дело из овог периода је Platero y yo.
 је дело од велике важности. Многи критичари, осим Маћада, сматрају да је туга најдоминантнији елемент у делу.
Омиљена тема је пејзаж, описан са осетљивошћу сликара импресионисте. Јављају се елементи осећаја нереалности, а у самом центру је усамљена душа песника.
Инспирација за дело Platero y yo (1907-1916) потиче из времена када је песник живео у андалузијском селу у ком се родио. Доживео је уметничку зрелост и ставио је тачку на први период свог стваралаштва, пишући ремек-дело. Његов главни интерес била је интеракција између човека и његовог природног окружења. Обрађује се доста тема (пролазност живота, смртност, природа, насиље, ружноћа, суровост) у којима се огледа забринутост аутора за непријатну друштвену стварност, беду човека и његову суровост према животињама и осталим људима. Све ово се појављује у супротности са нежношћу и добротом у свету магарца и његовог власника.
Без сумње, ово је најпознатије Хименесово дело и због тога је преведено на бројне језике.

### Интелектуални период (1916—1935)
Хуан се заљубљује у Сенобију, и под њеним снажним англосаксонским утицајем полако напушта француски стил и модернистичке утицаје, које је примењивао у претходној фази. Ово прераста у дело Diario de un poeta recién casado (1916), у ком Хуан директно изражава своје схватање лепше реалности, а своју срећу испољава кроз пријатне теме, као што су море и његова вољена.
Diario de un poeta recién casado је путопис у ком песник бележи своје утиске и осећања од почетка свог путовања у Америку, у јануару 1916, да би се оженио, до свог повратка у јулу исте године. Део књиге је написао између Мадрида и Кадиза, а већину је написао у Америци и на мору.
Године 1948, када је поново издао књигу, Хуан је назвао Diario de poeta y mar. Наслов је променио да би истакао важност коју је за њега имало море.

### Рат и изгнанство (1936—1958)
У овом периоду Хименес је објавио дела, Romances de Coral Gables (1939—1942) и Animal de fondo (1949), у којима се враћа на старе теме, испољавајући сету за Могером.
У тим годинама се такође показује жеља за трансценденцијом, потрага за Богом у тренуцима када се смрт приближава.
Dios deseado y deseante (Animal de fondo, 1948-1949), представља врхунац његове поезије. Песник се, чак поистовећује са тим богом којег је толико тражио.

## Фондација Хуан Рамон Хименес
Фондација Хуан Рамон Хименес потиче из 1955. Те године, депутација провинције Уелве је купила имовину улице Нуева, где је песник провео детињство и младост. Ту се налази сва покретна имовина, наслеђе породице Хименес, која чини музеј. У јануару 1959. године, по наредби министарства, се претвара у општински Дом културе „Сенобија и Хуан Рамон“ (Casa Municipal de Cultura “Zenobia y Juan Ramón”), а наредбом донесеном касније исте године ствара се покровитељство општинског дома у коме би остали обухваћени Нардона библиотека „Сенобија и Хуан Рамон“ (Biblioteca Pública “Zenobia y Juan Ramón”), основана 1947, и кућа-музеј.
Посланици провинције Уелве су се једногласно сложили 7. маја 1987. да је оснује Фондација Хуан Рамон Хименес (Fundación Juan Ramón Jiménez), јавна установа.
Фондација, као наследник активности и функција које је Дом културе вршио и испуњавао преко свог покровитељства, је одговорна за управљање куће-музеја „Сенобија и Хуан Рамон“.

## Дела
- (1900)
- (1900)
- (1902)
- (1903)
- (1903)
- (1904)
- (1907)
- (1909)
- (1909)
- (1911)
- (1911)
- (1912)
- (1913)

- (1914)
- (1916)
- (1917)
- (1917)
- (1917)
- (1918)
- (1919)
- (1922)
- (1923)
- (1923)
- (1932)
- (1902-1932)
- (1935)
- (1935)
- (1936)
- (1937)
- (1942)
- (1943)
- (1945)
- (1946)
- (1946)
- (1948)
- (1948)
- (1949)
- (1958)

## Занимљивости
Хуан је имао веома специфичне правописне идеје. Писао је шпанско слово „ј“ (хота) уместо слова „g“ (хе), када се оно налазило испред слова „е“ и „i“, уклањао је слова „b“ (бе) и „p“ (пе) из неких речи и користио је слово „s“ (есе) уместо „x“ (екис) у појединим речима. То је радио из љубави према једноставности и упрошћавању и због мржње према бескорисном. Веровао је да треба да се пише онако како се чита.

### Видео фајл
- Документарни филм